# 新子景視
新子 景視（あたらし けいし、1987年3月31日 - ）は、和歌山県出身のプロマジシャン。関西大学社会学部卒業。株式会社SLUSH-PILE.所属。
幼い頃に目の前で母親がやってみせたカードマジックに魅了されたことをきっかけに独学でマジックを始める。
観客の目の前で披露するクロースアップマジックから大掛かりなイリュージョンまで幅広いジャンルのマジックを得意とし、数多くのテレビ番組にも出演している。
また、パフォーマーとしての活動だけでなく、舞台の演出や監修も手掛けており、マジシャンとしては日本で初めて、京都を拠点として行われているノンバーバルパフォーマンス公演「ギア-GEAR-」の創設に関わるなど、革新的な取り組みも多い。
新子の活動の中でも、最も注目を集めているのが「ブレインダイブ」というオリジナルマジックで、人の脳に潜り込んで情報を引き出し、考えを読み当てるというもの。あくまでマジックでありタネも仕掛けもあると言うが、その理解し難い不思議なスタイルから実は超能力者なのではないかと疑われるほどである。また、近年ではYouTubeチャンネル「あたらしくん」にて街角マジックなどの配信も行っており、種明かしのようなマジシャン向けのコンテンツではなく、常に一般向けに新しいマジックを展開し、観る者を魅了している。

## 出演

### テレビ番組
- 朝日放送「探偵!ナイトスクープ」(2013年12月6日)
- 関西テレビ「ウラマヨ!」（2015年11月21日）
- 日本テレビ「メレンゲの気持ち」（2015年12月26日）
- 関西テレビ「ウラマヨ!」（2016年1月30日）
- 日本テレビ「メレンゲの気持ち」（2016年1月30日）
- 朝日放送「ごきげん!ブランニュ」（2016年2月1日）
- 日本テレビ「沸騰ワード10」2時間SP（2016年2月5日）
- 日本テレビ「しゃべくり007」（2016年2月15日）
- 日本テレビ「ミヤネ屋」（2016年2月23日）
- テレビ朝日「SmaSTATION」（2016年2月27日）
- テレビ東京「ザ・チョクメンタリー」sp（2016年3月12日）
- 日本テレビ「スッキリ!!」VTR出演（2016年3月16日）
- テレビ東京「ザ・チョクメンタリー」SP（2016年3月18日）
- フジテレビ「ダウンタウンなう」(2016年3月25日)
- TBS「白熱ライブビビット」(2016年4月1日)
- 日本テレビ「 日テレ系人気番組No.1決定戦」(2016年4月3日)
- 読売テレビ「す・またん」（2016年4月8日）
- 日本テレビ「メレンゲの気持ち」（2016年4月16日）
- フジテレビ「SMAP×SMAP」（2016年4月18日）
- 日本テレビ「世界まる見え!テレビ特捜部」SP（2016年4月25日）
- 読売テレビ「ダウンタウンDX」（2016年4月28日）
- フジテレビ「KinKi Kidsのブンブブーン」（2016年5月8日）
- フジテレビ「SMAP×SMAP」（2016年5月16日）
- 東海テレビ「バナナスクール」 （2016年5月17日）
- 日本テレビ「行列のできる法律相談所」 （2016年6月5日）
- 日本テレビ「世界まる見え!テレビ特捜部」SP （2016年7月4日）
- TBS「世界衝撃映像100連発」 （2016年7月6日）
- 日本テレビ「ナカイの窓」（2016年8月10日)
- フジテレビ「めざましテレビ」（2016年8月25日）
- TBS「アッコにおまかせ」（2016年8月28日）
- フジテレビ「めざましテレビ」（2016年9月2日）
- テレビ東京「ポケモンの家あつまる?」（2016年10月16日）
- 読売テレビ「マヨなか笑人」（2016年10月29日）
- 日本テレビ「沸騰ワード10」2時間sp（2016年11月4日）
- 関西テレビ「ウラマヨ!」（2016年11月12日）
- 読売テレビ「す・またん」（2016年11月15日）
- テレビ東京「ポケモンの家あつまる?」（2016年11月27日）
- 読売テレビ「マヨなか笑人」（2016年12月9日）
- テレビ朝日「あなたの夢、何ですか？KAZU×大谷翔平」（2016年12月25日）
- 日本テレビ「しゃべくり007　新春スペシャル」（2017年1月1日）
- 新潟テレビ「八千代コースター」（2017年1月14日）
- フジテレビ「KinKi Kidsのブンブブーン」（2017年1月15日）
- 関西テレビ「マルコポロリ」（2017年2月19日）
- 日本テレビ「行列のできる法律相談所」（2017年2月26日）
- テレビ大阪「わざわざ言うテレビ」（2017年3月28日）
- TBS「1番だけが知っている」（2017年4月12日）
- テレビ大阪「わざわざ言うテレビ」（2017年5月16日）
- ＴＢＳ「王様のブランチ」（2017年5月20日）
- 新潟テレビ「八千代コースター」（2017年5月20日）
- ＴＢＳ「1番だけが知っている」（2017年5月22日）
- 新潟総合テレビ「八千代ライブ」（2017年6月9日）
- テレビ和歌山「5チャンdo/ワンカツ」（2017年6月16日）
- テレビ金沢「24時間テレビ」（2017年8月27日）
- 日本テレビ「スクール革命!」（2017年9月17日）
- 中京テレビ「芸人100組大集合！ 常滑お笑いEXPOへ笑いにおいで。」（2017年9月23日）
- テレビ東京「おはスタ」（2017年10月23日）
- 朝日放送「ビーバップ!ハイヒール」(2018年03月15日)
- BS朝日「お笑い演芸館＋」（2018年6月7日）
- 関西テレビ「関ジャニ∞のジャニ勉」（2018年6月27日）
- 関西テレビ「NMBとまなぶくん」（2018年7月25日）
- フジテレビ「志村でナイト」（2019年1月8日）
- フジテレビ「志村でナイト」（2019年1月15日）
- 朝日放送「雨上がりの『Aさんの話』〜事情通に聞きました!〜」 （2019年2月19日）
- 毎日放送「痛快!明石家電視台」（2019年4月29日）
- BS朝日「お笑い演芸館+」（2019年6月6日）
- BSフジ「テリー伊藤の今夜も傾奇流！」（2019年9月18日）
- TBS「有田哲平と高嶋ちさ子の人生イロイロ超会議」(2019年11月18日)
- 関西テレビ「ピーコ&兵動のピーチケパーチケ」(2020年2月27日、4月2日、4月12日)
- テレビ東京「自慢したい人がいます〜拝啓 ひねくれ3様〜」(2020年3月28日 最終回)
- 読売テレビ「朝生ワイド す・またん!」(2020年4月17日)
- BS朝日「お笑い演芸館+」（2020年5月14日）
- 関西テレビ「ウラマヨ!」（2020年5月16日）
- 関西テレビ「かまいたちの机上の空論城」（2020年5月22日）
- 関西テレビ「かまいたちの机上の空論城」（2020年6月12日）
- 読売テレビ「ダウンタウンDX」（2020年6月18日）
- 朝日放送「やすとものいたって真剣です」（2020年6月25日）
- 朝日放送「おはよう朝日です」（2020年9月28日）
- 読売テレビ「特盛!よしもと 今田・八光のおしゃべりジャングル」(2020年10月10日)
- 毎日放送「ノゾキミ!みんなのお正月【生放送☆話題のあの人は正月何してる!?生電話で直撃!!】」(2021年1月3日)
- BSフジ「＜BSフジサタデースペシャル＞『ザ・マジックシアター5』」（2021年1月16日）
- 関西テレビ「フットマップ〜今すぐ行きたい!エエとこツアー〜」（2021年2月13日）
- TBS「ニンゲン観察バラエティ モニタリング」(2021年2月25日)
- TBS「有田プレビュールーム」(2021年3月15日 最終回)
- TBS「ニンゲン観察バラエティ モニタリング」(2021年4月15日)
- TBS「ニンゲン観察バラエティ モニタリング」(2021年5月27日)
- 関西テレビ「2時45分からはスローでイージーなルーティーンで」（2021年6月25日）
- 関西テレビ「報道ランナー」（2021年7月7日）
- 関西テレビ「ピーコ&兵動のピーチケパーチケ」（2021年7月14日）
- 関西テレビ「ピーチケ＋（プラス）」（2021年7月24日）
- 関西テレビ「HITMON!!」（2021年7月2８日）
- 朝日放送「LIFE〜夢のカタチ〜」（2021年9月18日）
- テレビ朝日「たけしの超常現象！？不思議だなニュース」（2021年12月1日）
- BSフジ「『ザ・マジックシアター　新春！凄腕マジシャン大集合SP』」（2022年1月2日）
- テレビ朝日「出川一茂ホラン☆フシギの会」（2022年7月9日）
- TBS「叡智のムダ遣い」(2022年7月23日)
- TBS「ラヴィット!」(2022年10月24日)
- TBS「櫻井･有吉THE夜会」（2022年12月22日）
- テレビ朝日「出川一茂ホラン☆フシギの会」2時間SP（2023年1月20日）
- TBS「ラヴィット!」(2023年2月20日)
- フジテレビ「ノンストップ!」（2023年5月4日）
- TBS「ラヴィット!」(2023年6月1日)
- テレビ朝日「出川一茂ホラン☆フシギの会」超常現象3時間SP（2023年12月12日）
- 関西テレビ 「かまいたちの机上の空論城」（2024年1月20日）
- テレビ朝日「出川一茂ホラン☆フシギの会」（2024年1月23日）
- フジテレビ「何するカトゥーン?」 （2024年2月26日）
- NHK「プレミセ！」　(2024年3月15日)
- TBS「ワールド極限ミステリー」　(2024年3月20日)
- 日本テレビ「ニノさん」　(2024年5月26日)
- テレビ朝日「THE超常現象2024」（2024年7月10日）
- 関西テレビ「かまいたちの机上の空論城」（2025年3月1日）

### CM
- コカ・コーラ　ハロウィンキャンペーン
- K-POWERS

### ラジオ
- TFM「よんぱち」（2016年2月5日）
- TBS-R「爆笑問題の日曜サンデー」 （2016年6月19日）
- FM東京「松任谷正隆の楽しいラジオ」（2016年10月23日）
- FMヨコハマ「Futurescape」（2016年11月12日）

### 舞台
ギア-GEAR-
- ver.1.00　2012年4月1日～7月29日 全126回
- ver.2.00　2012年9月1日～2013年2月11日
- Ver.3.00　2013年5月3日～7月29日
- Ver.3.20　2013年8月10日～9月29日
- Ver.3.50　2013年11月1日～2014年3月30日
- Ver.3.70　2014年4月4日～2015年8月30日
- Ver.4.00　2015年9月11日～2023年2月21日 ※2023年2月21日を以て卒業した。[1]

その他
- ルミネtheよしもと　2016年3月28日（月）・29日（火）
- エン＊ゲキ#05【–4D–imetor】 東京公演:2021年8月5日（木）〜15日（日） 大阪公演:8月２８日（土）〜29日（日）

## 監修
- 東京ワンピースタワー TOKYO ONE PIECE TOWER　マジックアドバイザー
- 天野喜考×IPPEI×ダンスオペラ「魔笛」マジック監修
- 美内すずえ×ガラスの仮面劇場　劇団つきかげ「女海賊ビアンカ」マジック監修
- 東京パフォーマンスドール舞台公演　マジックアドバイザー
- 「PLAY×LIVE １×０'COMPLETE」
- 「東京パフォーマンスドールLIVE TOUR 2014夏〜DANCE SUMMIT"1×0"ver1.0〜」
- 「ZEPP TOUR 2015春 〜DANCE SUMMIT“Best of 1×0 FINAL ”〜」
- 「エン＊ゲキ#05【–4D–imetor】 」